# 第60回宝塚記念

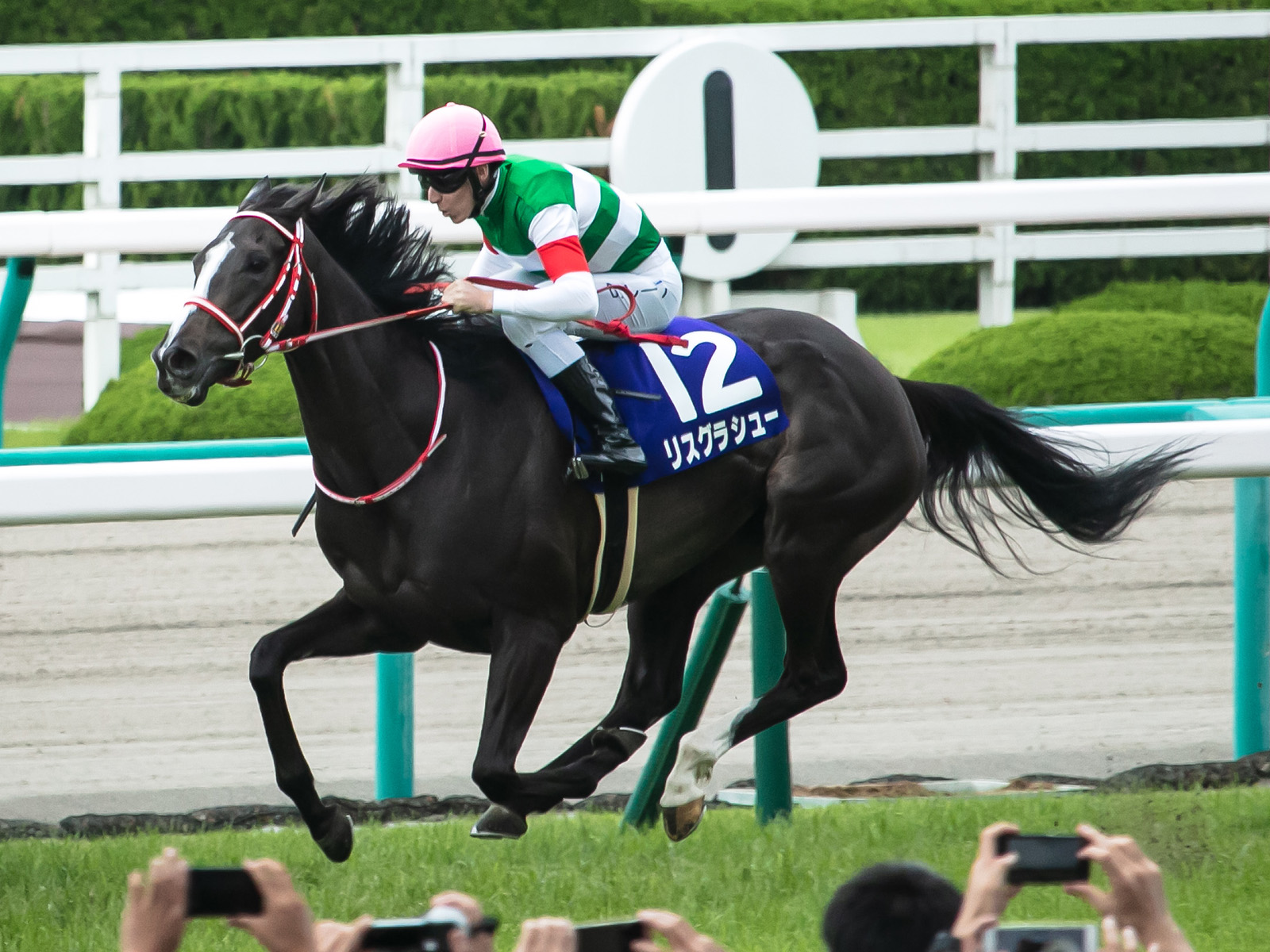
優勝馬のリスグラシュー

第60回宝塚記念（だい60かいたからづかきねん）は、2019年6月23日に阪神競馬場で施行された競馬の競走である。リスグラシューが優勝した。

## ファン投票の結果
5月18日から6月2日（インターネットは5月16日から先行受付）までファン投票が行われ、5月23日に第1回中間発表、5月30日に第2回中間発表、6月6日に最終発表が行われた。最終の有効投票総数は1,109,296票だった。
以下の表において出走馬は灰色の枠で表示する。
- 最終順位上位20頭[3]

| 最終順位 | 馬名               | 性齢 | 第1回  | 第1回 | 第2回  | 第2回 | 最終   | 出否 |
| 最終順位 | 馬名               | 性齢 | 票数   | 順位  | 票数   | 順位  | 票数   | 出否 |
| -------- | ------------------ | ---- | ------ | ----- | ------ | ----- | ------ | ---- |
| 1位      | アーモンドアイ     | 牝4  | 21,402 | 1     | 47,736 | 1     | 78,778 | 回避 |
| 2位      | レイデオロ         | 牡5  | 20,430 | 2     | 44,400 | 2     | 72,805 | 出走 |
| 3位      | キセキ             | 牡5  | 17,863 | 3     | 39,597 | 3     | 66,032 | 出走 |
| 4位      | アルアイン         | 牡5  | 15,721 | 4     | 34,723 | 4     | 56,731 | 出走 |
| 5位      | フィエールマン     | 牡4  | 15,020 | 5     | 32,453 | 5     | 50,938 | 回避 |
| 6位      | ブラストワンピース | 牡4  | 14,905 | 6     | 32,146 | 6     | 49,345 | 回避 |
| 7位      | スワーヴリチャード | 牡5  | 13,323 | 7     | 29,282 | 7     | 46,880 | 出走 |
| 8位      | オジュウチョウサン | 牡8  | 12,076 | 8     | 26,732 | 8     | 45,820 | 回避 |
| 9位      | リスグラシュー     | 牝5  | 11,637 | 9     | 25,374 | 9     | 40,506 | 出走 |
| 10位     | ワグネリアン       | 牡4  | 9,401  | 11    | 22,382 | 10    | 38,375 | 回避 |
| 11位     | サートゥルナーリア | 牡3  | 9,174  | 12    | 20,477 | 11    | 33,530 | 回避 |
| 12位     | シュヴァルグラン   | 牡7  | 9,479  | 10    | 19,961 | 12    | 31,275 | 回避 |
| 13位     | エタリオウ         | 牡4  | 6,041  | 14    | 14,743 | 13    | 26,473 | 出走 |
| 14位     | エポカドーロ       | 牡4  | 6,233  | 13    | 14,662 | 14    | 25,976 | 回避 |
| 15位     | マカヒキ           | 牡6  | 4,468  | 18    | 11,791 | 15    | 22,367 | 出走 |
| 16位     | ウインブライト     | 牡5  | 5,341  | 15    | 11,703 | 16    | 19,170 | 回避 |
| 17位     | ステルヴィオ       | 牡4  | 4,621  | 16    | 9,924  | 17    | 15,816 | 回避 |
| 18位     | クリンチャー       | 牡5  | 3,928  | 20    | 8,987  | 19    | 15,479 | 出走 |
| 19位     | アドマイヤマーズ   | 牡3  | 4,573  | 17    | 9,254  | 18    | 14,222 | 回避 |
| 20位     | ディアドラ         | 牝5  | 4,023  | 19    | 8,625  | 20    | 13,982 | 回避 |

- 最終登録を行った馬のうち、最終順位21位以下で100位までに入った馬の順位

| 最終順位 | 馬名             | 性齢 | 票数  | 出否 |
| -------- | ---------------- | ---- | ----- | ---- |
| 43位     | ノーブルマーズ   | 牡6  | 3,608 | 出走 |
| 64位     | スティッフェリオ | 牡5  | 1,296 | 出走 |

- 最終登録を行った馬のうち、最終順位21位以下で100位までに入らなかった馬

| 最終順位  | 馬名             | 性齢 | 票数 | 出否 |
| --------- | ---------------- | ---- | ---- | ---- |
| 100位以下 | ショウナンバッハ | 牡8  | 不明 | 出走 |
| 100位以下 | タツゴウゲキ     | 牡7  | 不明 | 出走 |

## レース施行前の状況

### 施行直前の状況
前走の大阪杯(GI)2着、昨年のジャパンカップ(GI)でも世界レコードの2着に入るなど直近では安定した成績を残す2017年菊花賞馬キセキと、昨年の天皇賞（秋）(GI)を制したが、前走ドバイシーマクラシック(G1)では6着と振るわなかった2017年のダービー馬レイデオロがレース発走まで熾烈な1番人気争いを続けた。前日までのオッズはレイデオロが1番人気だったものの、当日になると両馬の人気の入れ替わりが激しくなった。最終的にはキセキが人気を集め、キセキが3.6倍で1番人気、レイデオロが3.9倍で2番人気に落ち着く。続く3番人気には前走クイーンエリザベス2世カップ(G1)で3着に健闘した昨年のエリザベス女王杯勝ち馬リスグラシュー。勝ち鞍は未勝利戦のみだが、昨年の菊花賞(GI)2着、GIIでも2着3回と善戦が続く「最強の1勝馬」エタリオウが4番人気。前走今年の大阪杯(GI)を制した2017年の皐月賞馬アルアインが5番人気。6番人気に前走ドバイシーマクラシック(G1)で3着に入った昨年の大阪杯覇者スワーヴリチャードが入り、ここまでが単勝オッズ1桁台の支持を得た。続く7番人気の2016年ダービー馬マカヒキも11.4倍と1桁に迫る勢いで、この7頭が特に人気を集めたと言える。
総頭数は12頭とフルゲートには満たなかったが、ダービー馬2頭とダービーを除くクラシック競走勝ち馬2頭を含むGI勝ち馬6頭、重賞勝ち馬9頭が集結した。
レース当日は、曇りながらも、馬場状態は良でグランプリを迎えた。

## 出走馬と枠順
2019年6月23日　第3回阪神競馬第8日目　第11競走
天気：曇、馬場状態：良、発走時刻：15時40分
負担重量は4歳以上牡馬・セン馬57kg、4歳以上牝馬及び3歳牡馬55kg
| 枠版 | 馬番 | 競走馬名           | 性齢 | 斤量 | 騎手       | 調教師   | オッズ（人気） |
| ---- | ---- | ------------------ | ---- | ---- | ---------- | -------- | -------------- |
| 1    | 1    | キセキ             | 牡5  | 58   | 川田将雅   | 角居勝彦 | 3.6（1人）     |
| 2    | 2    | レイデオロ         | 牡5  | 58   | C.ルメール | 藤沢和雄 | 3.9（２人）    |
| 3    | 3    | エタリオウ         | 牡4  | 58   | 横山典弘   | 友道康夫 | 7.8（4人）     |
| 4    | 4    | アルアイン         | 牡5  | 58   | 北村友一   | 池江泰寿 | 8.4（5人）     |
| 5    | 5    | タツゴウゲキ       | 牡7  | 58   | 秋山真一郎 | 鮫島一歩 | 140.6（12人）  |
| 5    | 6    | スティッフェリオ   | 牡5  | 58   | 丸山元気   | 音無秀孝 | 26.8（6人）    |
| 6    | 7    | マカヒキ           | 牡6  | 58   | 岩田康誠   | 友道康夫 | 11.8（7人）    |
| 6    | 8    | ショウナンバッハ   | 牡8  | 58   | 吉田豊     | 上原博之 | 92.1（11人）   |
| 7    | 9    | クリンチャー       | 牡5  | 58   | 三浦皇成   | 宮本博   | 34.0（9人）    |
| 7    | 10   | ノーブルマーズ     | 牡6  | 58   | 高倉稜     | 宮本博   | 79.5（10人）   |
| 8    | 11   | スワーヴリチャード | 牡5  | 58   | M.デムーロ | 庄野靖志 | 8.8（6人）     |
| 8    | 12   | リスグラシュー     | 牝5  | 56   | D.レーン   | 矢作芳人 | 5.4（3人）     |

## レース結果
ほぼすべての馬がそろったスタートを見せると、特に好スタートを見せたスティッフェリオが先頭を伺い、アルアインもハナを主張する雰囲気を見せる。1番人気のキセキはそれらに遅れる形となるが、鞍上の川田将雅が強く押していき、結局キセキがハナを主張し引っ張る形となる。スティッフェリオが控え、二番手に大外から予想外の積極策に出たリスグラシュー、そしてアルアインが位置するようになった。中団付近にレイデオロ、クリンチャー、最後尾にはマカヒキという形で1コーナーに突入。この体勢のまま1000mを60秒ちょうどで通過すると後方が追い出しを開始、スワーヴリチャードが3番手に上がって第3コーナーを通過し、残り600mを通過したところで、好位につけていたレイデオロらの各馬が追い込みを開始し、最後の直線に向かった。
逃げるキセキを、リスグラシューが残り200m付近でかわし、リスグラシューがキセキとの差を3馬身差に広げて、先頭で1着入線を果たした。タイムは2分10秒8（良）。牝馬の宝塚記念制覇は、マリアライト以来史上4頭目。鞍上のダミアン・レーンは今回のJRA短期騎手免許期間中最後のレースでノームコア（2019年ヴィクトリアマイル・GI）以来のJRAでのGI2勝目を果たした。
3着は好位から抜け出すも、先頭との差を縮めることができなかったスワーヴリチャードが入り、GI連勝を目指したアルアインが4着、2番人気のレイデオロは5着に終わった。
その他の人気馬はエタリオウとマカヒキが直線で伸びを欠き、それぞれ9着、11着に敗れた。

### レース着順

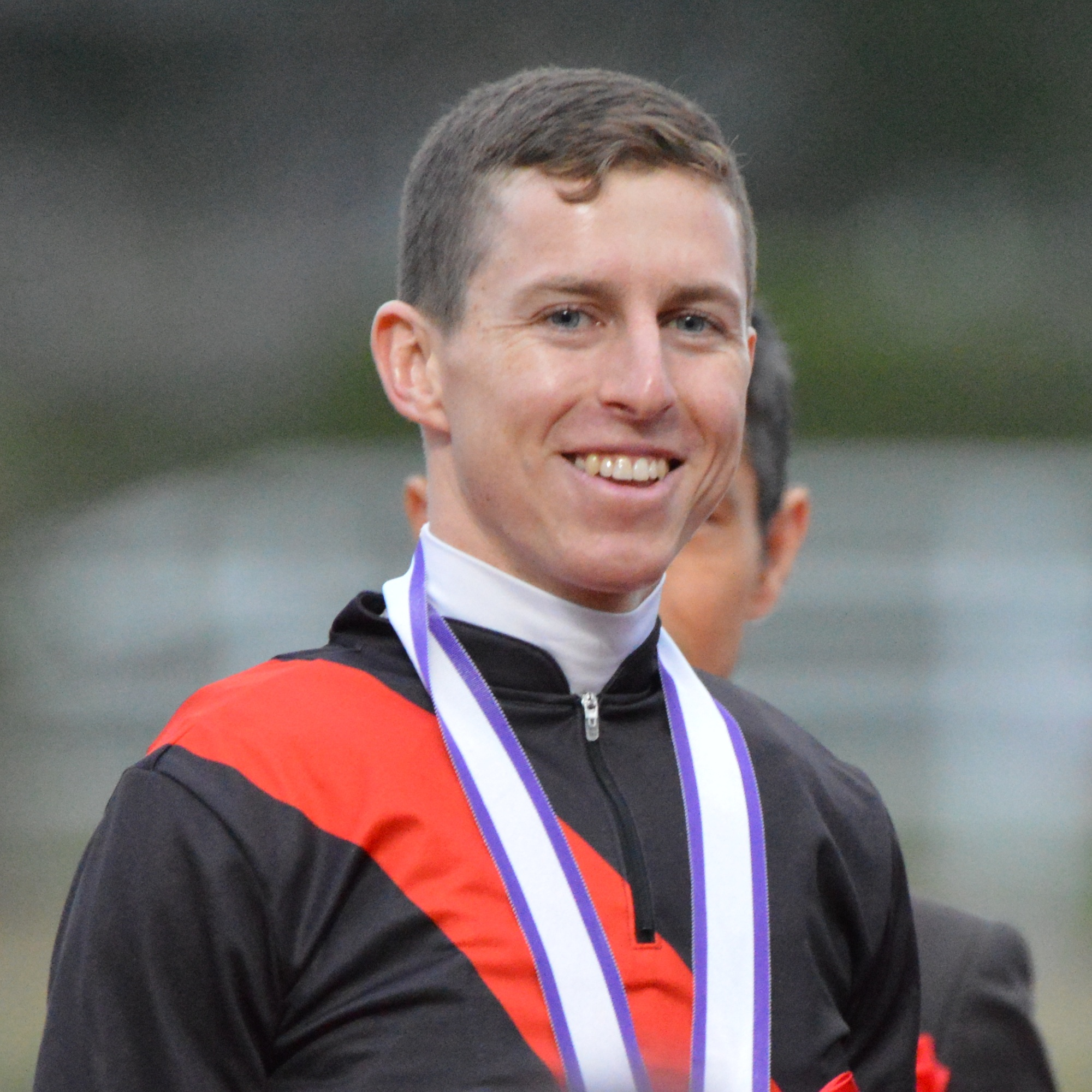
勝利騎手、ダミアン・レーン

### レース着順[4]
| 着順 | 枠番 | 馬番 | 競走馬名           | タイム | 着差      | 上がり3ハロン |
| ---- | ---- | ---- | ------------------ | ------ | --------- | ------------- |
| 1着  | 8    | 12   | リスグラシュー     | 2:10.8 |           | 35.2          |
| 2着  | 1    | 1    | キセキ             | 2:11.3 | 3馬身     | 35.8          |
| 3着  | 8    | 11   | スワーヴリチャード | 2:11.6 | 2馬身     | 35.7          |
| 4着  | 4    | 4    | アルアイン         | 2:11.9 | 2馬身     | 36.1          |
| 5着  | 2    | 2    | レイデオロ         | 2:12.1 | 3/4馬身   | 36.0          |
| 6着  | 7    | 10   | ノーブルマーズ     | 2:12.4 | 1馬身３/4 | 36.0          |
| 7着  | 5    | 6    | スティッフェリオ   | 2:12.4 | クビ      | 36.3          |
| 8着  | 7    | 9    | クリンチャー       | 2:12.5 | 3/4馬身   | 36.4          |
| 9着  | 3    | 3    | エタリオウ         | 2:12.6 | クビ      | 36.4          |
| 10着 | 6    | 8    | ショウナンバッハ   | 2:12.6 | アタマ    | 35.9          |
| 11着 | 6    | 7    | マカヒキ           | 2:12.9 | 1馬身1/2  | 36.3          |
| 12着 | 5    | 5    | タツゴウゲキ       | 2:13.9 | 6馬身     | 37.5          |

### データ[4]
| ハロンタイム        | 12.6 - 11.4 - 11.5 - 12.4 - 12.1 - 11.9 - 12.0 - 11.6 - 11.5 - 11.4 - 12.4 |
| 1000m通過タイム     | 60.0秒(キセキ）                                                            |
| 優勝馬上がり3ハロン | 35.2秒                                                                     |
| 上がり最速          | 35.2秒（リスグラシュー）                                                   |

### 払戻[4]
| 単勝   | 12          | 540円   |
| 複勝   | 12          | 180円   |
| 複勝   | 1           | 140円   |
| 複勝   | 11          | 260円   |
| 枠連   | 1-8         | 620円   |
| 馬連   | 1-12        | 970円   |
| 馬単   | 8-1         | 2210円  |
| 3連複  | 1 - 11 - 12 | 2720円  |
| 3連単  | 12 - 1 -11  | 14560円 |
| ワイド | 1 - 12      | 340円   |
| ワイド | 11 - 12     | 760円   |
| ワイド | 1 - 12      | 630円   |

## エピソード
- 牝馬が宝塚記念を制覇したのは、1966年のエイトクラウン、2005年のスイープトウショウ、2016年のマリアライト以来4年ぶり、史上4頭目の記録[5]。
- ダミアン・レーン騎手はノームコア（2019年ヴィクトリアマイル・GI）以来のJRAでのGI2勝目を果たした[6]。
- 矢作芳人調教師は、宝塚記念初勝利。[7]
- リスグラシューは、重賞4勝目（2016年アルテミスステークス、2018年東京新聞杯、エリザベス女王杯、2019年宝塚記念）をマークした。
- ノーザンファーム生産馬による宝塚記念制覇は史上7頭目（2006年ディープインパクト、2007年アドマイヤムーン、2015年ラブリーデイ、2016年マリアライト、2017年サトノクラウン、2018年ミッキーロケット、2019年リスグラシュー）かつ、5連覇となった。
- 勝ちタイム2:10.8は、第52回・第36回に次いで優勝タイムとしては同レース史上3位（当時）となった

### 引用
1. ↑  “宝塚記念ファン投票　第1回中間発表！気になる1位は？　JRA”. jra.jp. 2019年8月25日閲覧。
2. ↑  “宝塚記念ファン投票　第2回中間発表！順位に変動は？　JRA”. jra.jp. 2019年8月25日閲覧。
3. 1 2  “宝塚記念ファン投票　最終結果発表！　JRA”. jra.jp. 2019年8月25日閲覧。
4. 1 2 3  “宝塚記念(G1) レース結果 | 2019/06/23 阪神11R レース情報(JRA) - netkeiba.com”. race.netkeiba.com. 2019年8月25日閲覧。
5. ↑  “【宝塚記念2019】リスグラシュー＆D.レーン完勝！史上4頭目の牝馬Ｖ！ | netkeiba.com 競馬まとめ･ニュース･予想･コース解説･分析･歴代優勝馬･結果速報･出走予定馬･注目馬･騎手など競馬の話題最新情報！”. netkeiba.com. 2019年8月27日閲覧。
6. ↑  “第60回 宝塚記念 レース結果回顧・払戻｜GⅠ特集｜競馬予想・競馬情報ならJRA-VAN”. jra-van.jp. 2019年8月25日閲覧。
7. ↑  “2019年 宝塚記念　JRA”. www.jra.go.jp. 2019年8月25日閲覧。